# 澳門旅遊塔會展娛樂中心
澳門旅遊塔會展娛樂中心（葡萄牙語：Centro de Convenções e Entretenimento da Torre de Macau）簡稱澳門旅遊塔（港澳地區通稱澳門觀光塔、觀光塔）是一座位於澳門南灣新填海區及珠江口的一個集合觀光、會議、展覽及娛樂設施於一身的建築物，是澳門的著名地標之一；也是中國第6位及全球第21位獨立式觀光塔。澳門旅遊塔於1998年興建，於2001年落成及啟用。

## 歷史

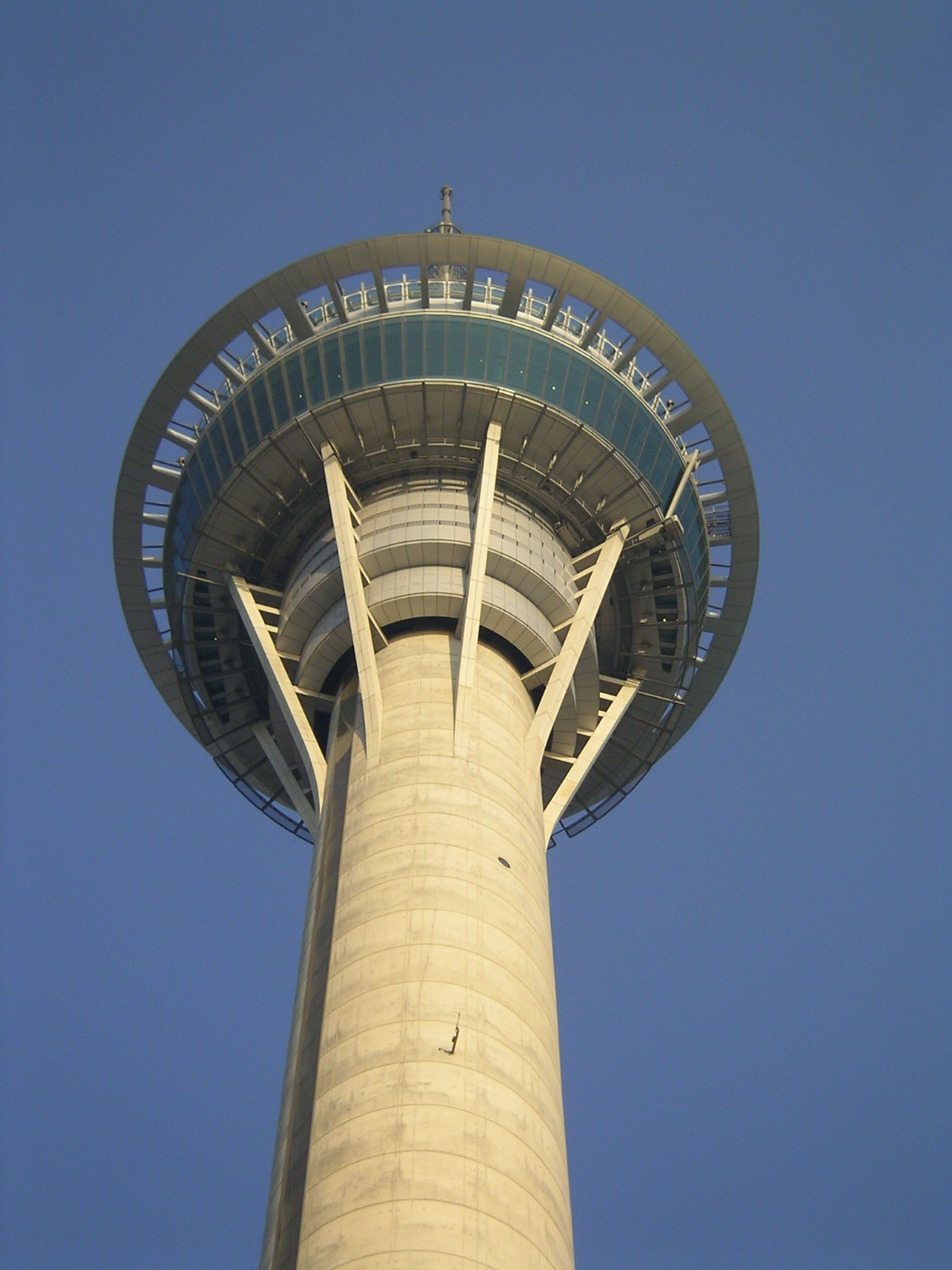
從地面仰望塔頂

澳門旅遊塔會展娛樂中心於1998年開始由澳門旅遊娛樂有限公司耗資澳門幣超過10億興建；2001年12月19日，澳門行政長官何厚鏵及澳門旅遊娛樂有限公司總經理何鴻燊假澳門旅遊塔會展娛樂中心四樓主持開幕，隨後在塔身進行約八分鐘激光表演。
澳門旅遊塔於2006年6月起和有「高空彈跳之父」為稱的AJ哈克特（AJ Hackett）合作推出了223米（732英尺）的高飛跳，是全球最高的高飛跳，也成為「世界最高商業減速飛降」這項健力士世界紀錄；而同年10月，來自澳洲的8歲男孩卡西迪跳了82次高飛跳，創下澳門旅遊塔高飛跳最多的紀錄的保持者。此外，AJ哈克特（AJHackett）於2006年12月17日起推出了全球最高的商業高空彈跳，成為「從建築物躍下之最高高空彈跳」及「世界最高商業高空彈跳設施」兩項健力士世界紀錄，當中香港藝人陳冠希代表澳門旅遊塔跳高空彈跳，也是為該高空彈跳的第一人。
澳門旅遊塔會展娛樂中心曾主辦多項大型活動，當中主要的有澳門國際貿易投資展覽會（2002年至2006年）、2003年的中國-葡語國家經貿合作論壇、2004年的泛珠三角區域合作與發展論壇、2005年的第五十四屆太平洋亞洲旅遊協會年會、2008年1月5日至7日的中華人民共和國澳門特別行政區第十一屆全國人民代表大會代表選舉會議以及2009年7月26日的澳門行政長官選舉。

## 擁有及經營

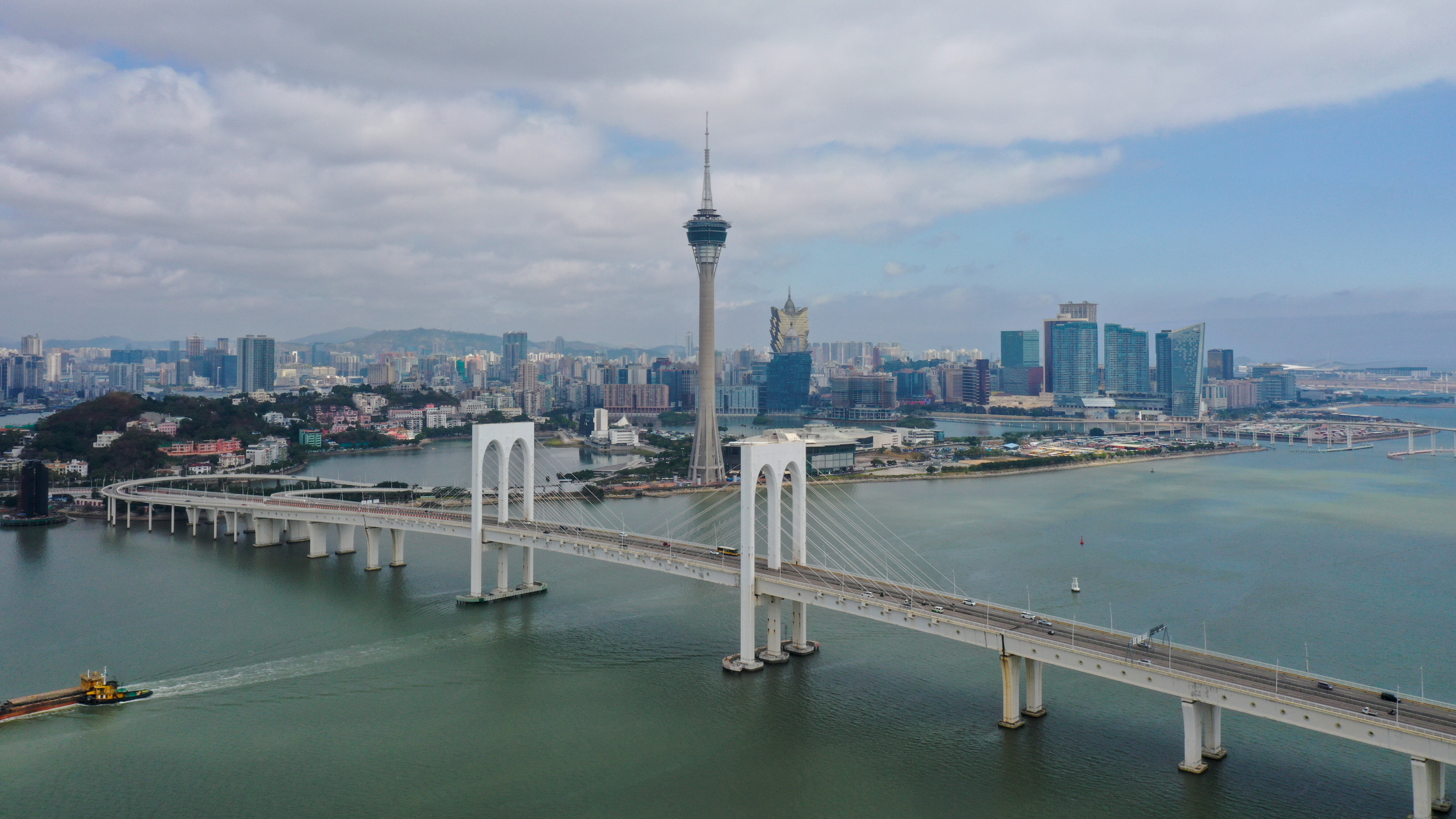
西灣大橋（近景）及澳門旅遊塔，右侧远端为嘉樂庇總督大橋

澳門旅遊塔會展娛樂中心是屬於澳門旅遊娛樂有限公司所擁有，而信德集團為澳門旅遊塔會展娛樂中心負責管理及經營。

## 建築特色

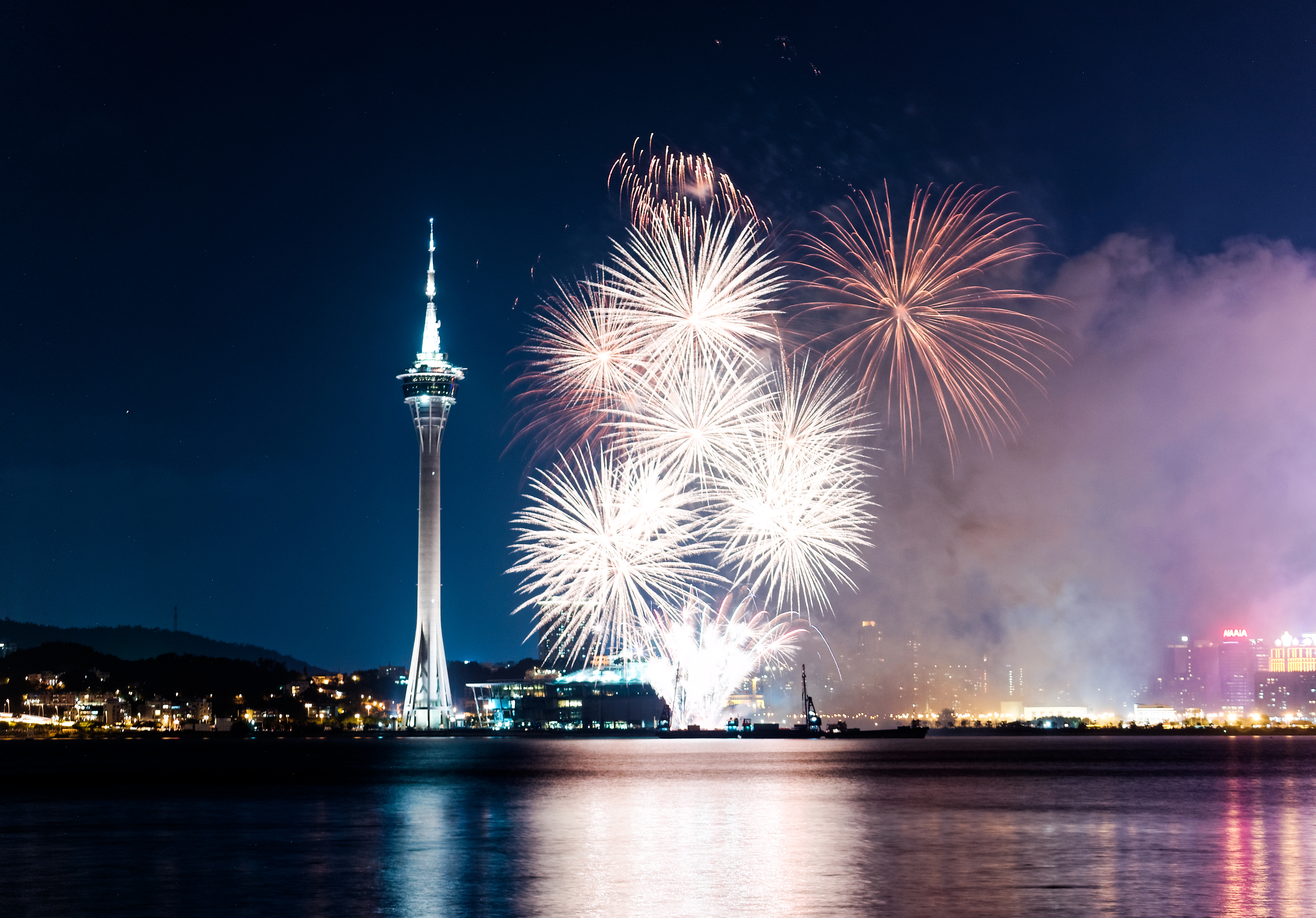
煙花下的澳门旅游塔(2015年)

澳門旅遊塔會展娛樂中心由紐西蘭著名建築師高登·莫勒（Gordon Moller）設計；澳門旅遊塔高338米（1,109英尺），可承受每小時400公里的風速；它是全球獨立式觀光塔第十高的觀光塔。

## 設施
澳門旅遊塔會展娛樂中心和澳門旅遊塔融為一體，並以地庫作為相連樓層。澳門旅遊塔會展觀光中心連地庫一層則合共有5層。4樓設咖啡茶座「Café on 4」，以及一個可容納500人劇院，可作藝術表演及放映電影用途；此外，此樓層設有8間活動房，名為「大禮堂」，可容納1,800人及作會議及宴會等用途，而特別之處是設有露天平台，也可作雞尾酒會及聚會用途。3樓設有以中國傳統宮廷淮揚烹調藝術為特色的「南湖明月」中式餐廳，也另設有名為「囍宴廳」的八間活動房，總面為1,960 m2（21,097 sq ft），可作宴會用途。2樓為多用途展覽廳，可容納約100個展覽攤位，可作會展及洽談會等用途。皇家葡萄餚葡國菜餐廳為您獻上傳統的葡式風味。戶外也設有蓮花廣場及戶外廣場，可容納1000人及雞尾酒會等用途；旅遊塔全球第十高 。地庫的一層設有摩卡角子機娛樂中心、Patisserie法式糕餅及咖啡店、展覽館及零售商戶。

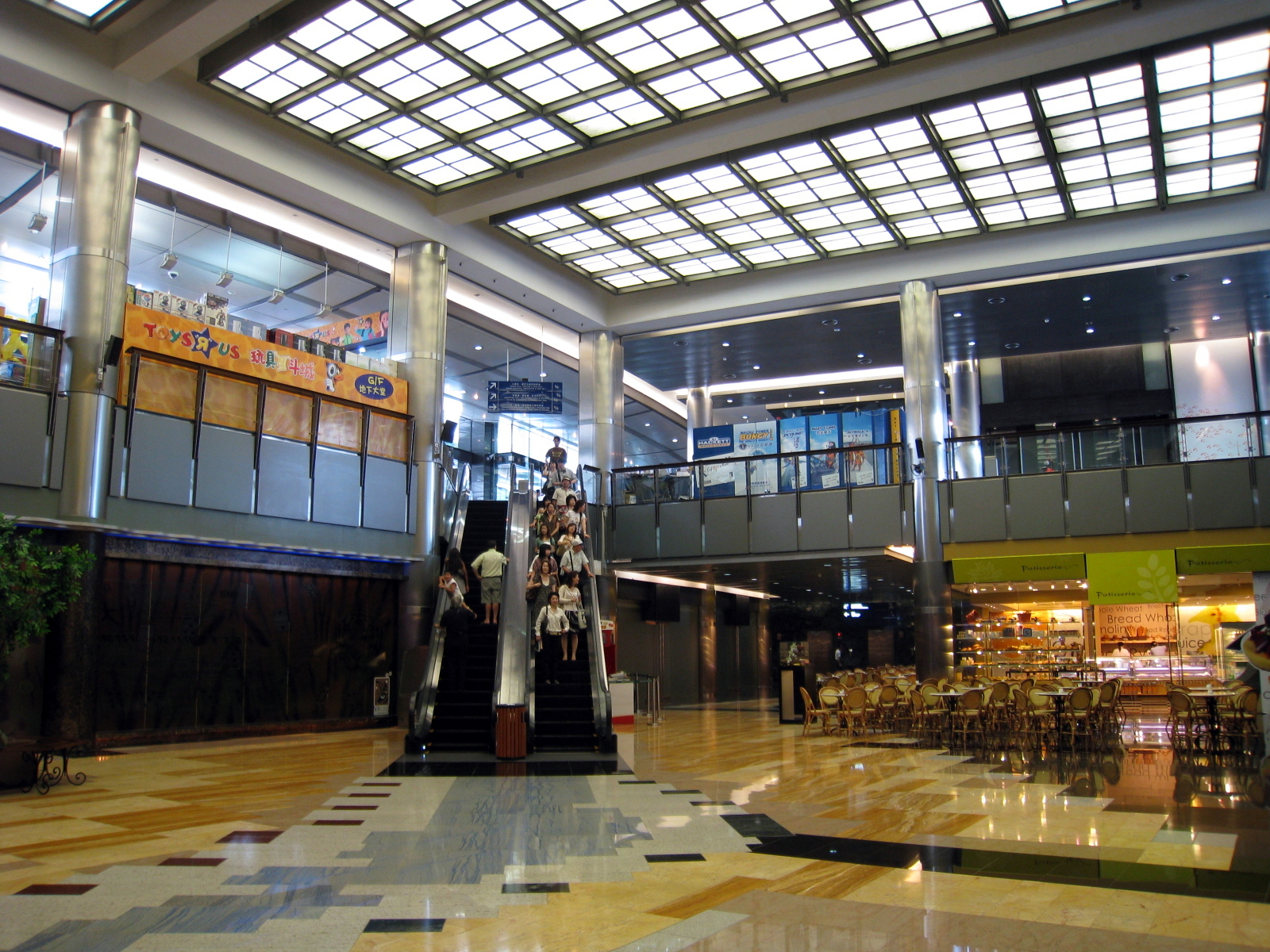
地庫設零售商戶
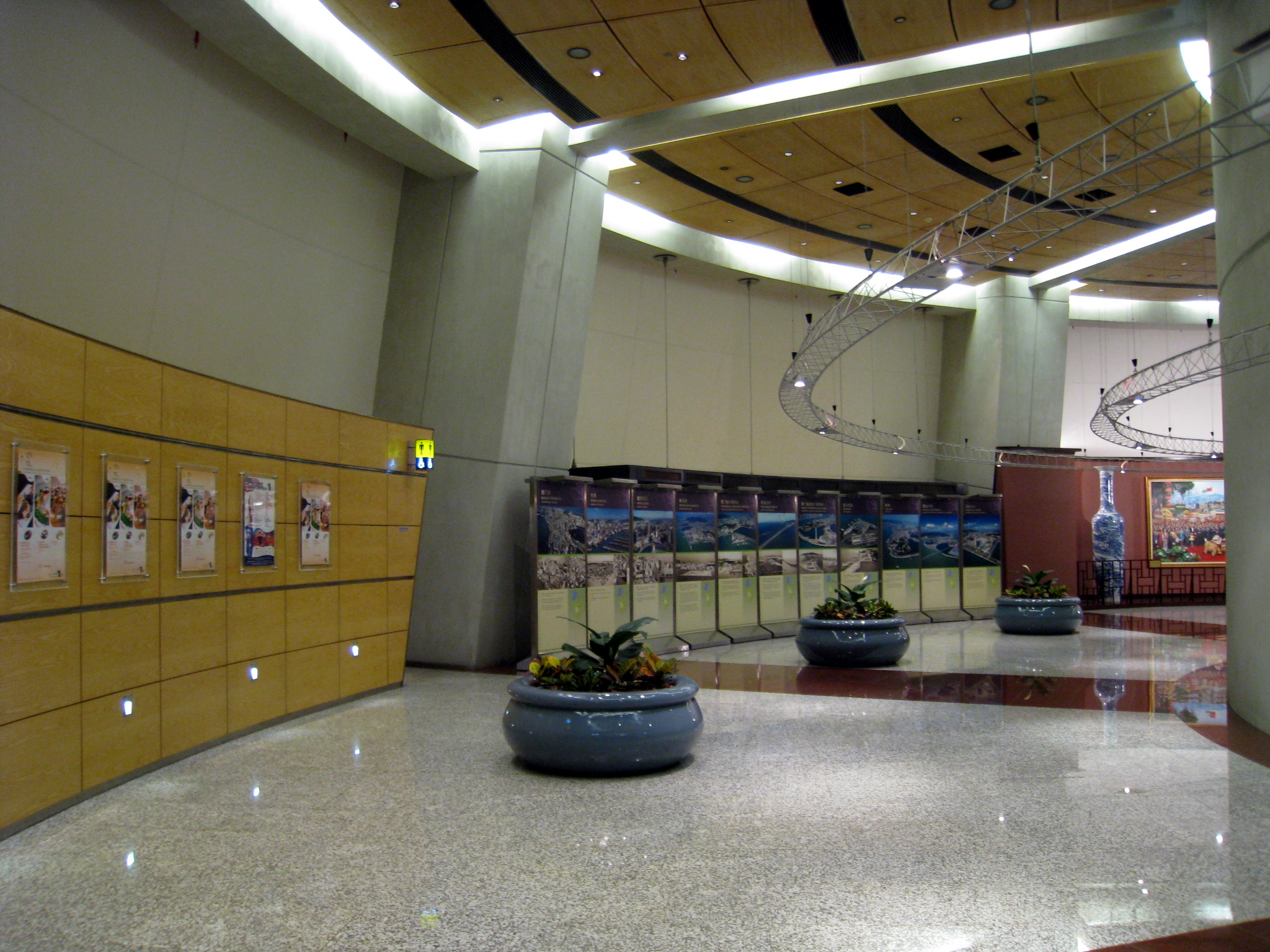
旅遊塔展覽廳
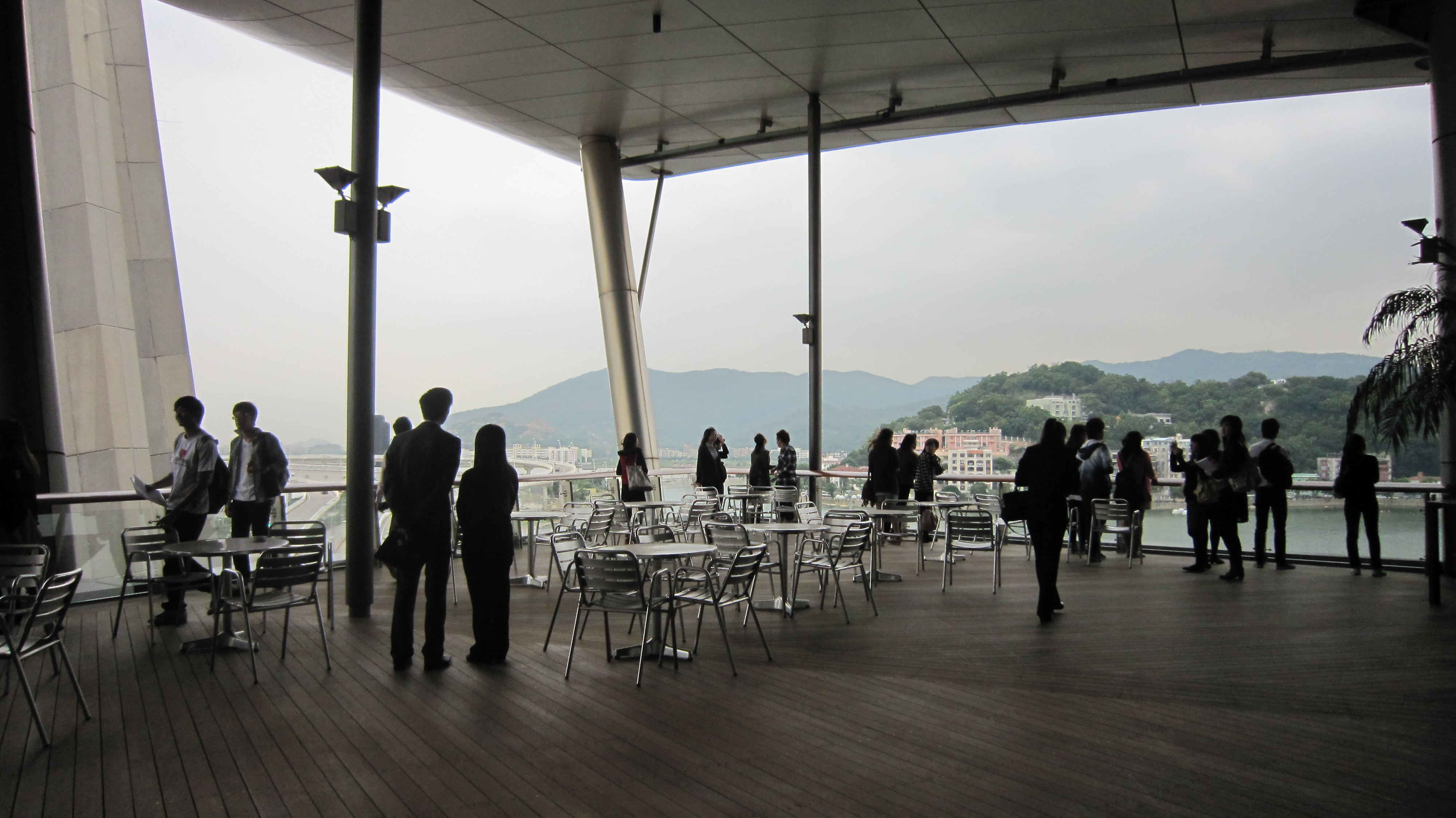
大禮堂8之露天平台
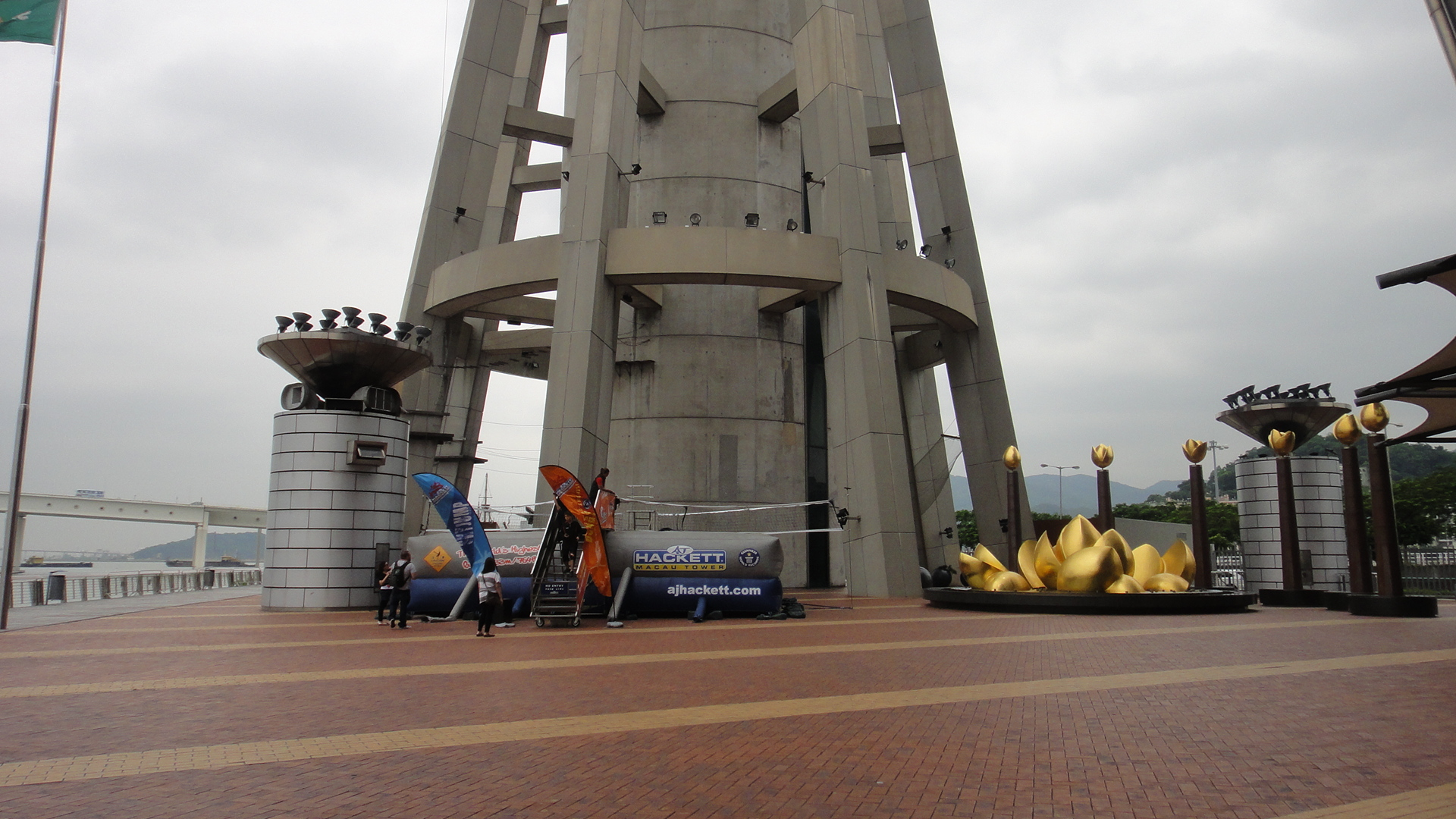
戶外廣場
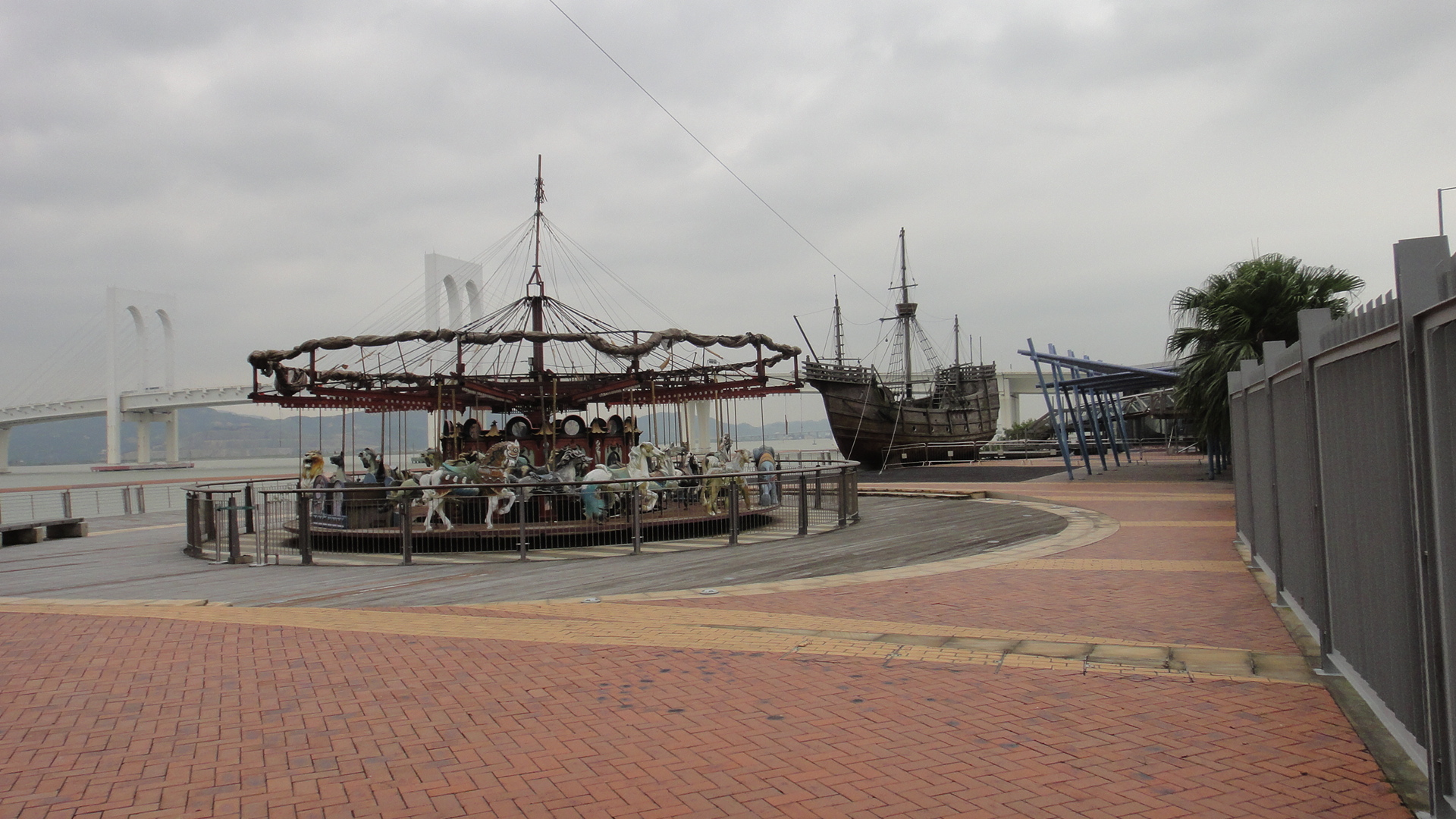

澳門旅遊塔設有三部奥的斯制造，可共載84人的玻璃升降機，速度达5米每秒，由地面至觀光樓層只需約45至50秒。觀景樓層位於離地面223米（732英尺），是為建築物的58樓至61樓，合共4層；58樓為室內觀光主層，能俯瞰澳門全景外，包括近至中國珠海市的橫琴島，遠則眺至珠江三角洲及香港部分離島島嶼；此層的特色之處是設有玻璃地板，可站在玻璃地板上看到地面的景物。59樓設有酒廊、咖啡廳，分別名為「180°空中酒吧·扒房（180 Lounge & Grill）」，而60樓則為360度旋轉餐廳，名為「360° 旋轉餐廳（360° Cafe）」。觀光樓層最高一層的61樓為室外觀光廊，可遠望55 km（180,446英尺）以內的景色，也設有高空彈跳、高飛跳、空中漫步及百步登天四個室外冒險活動。

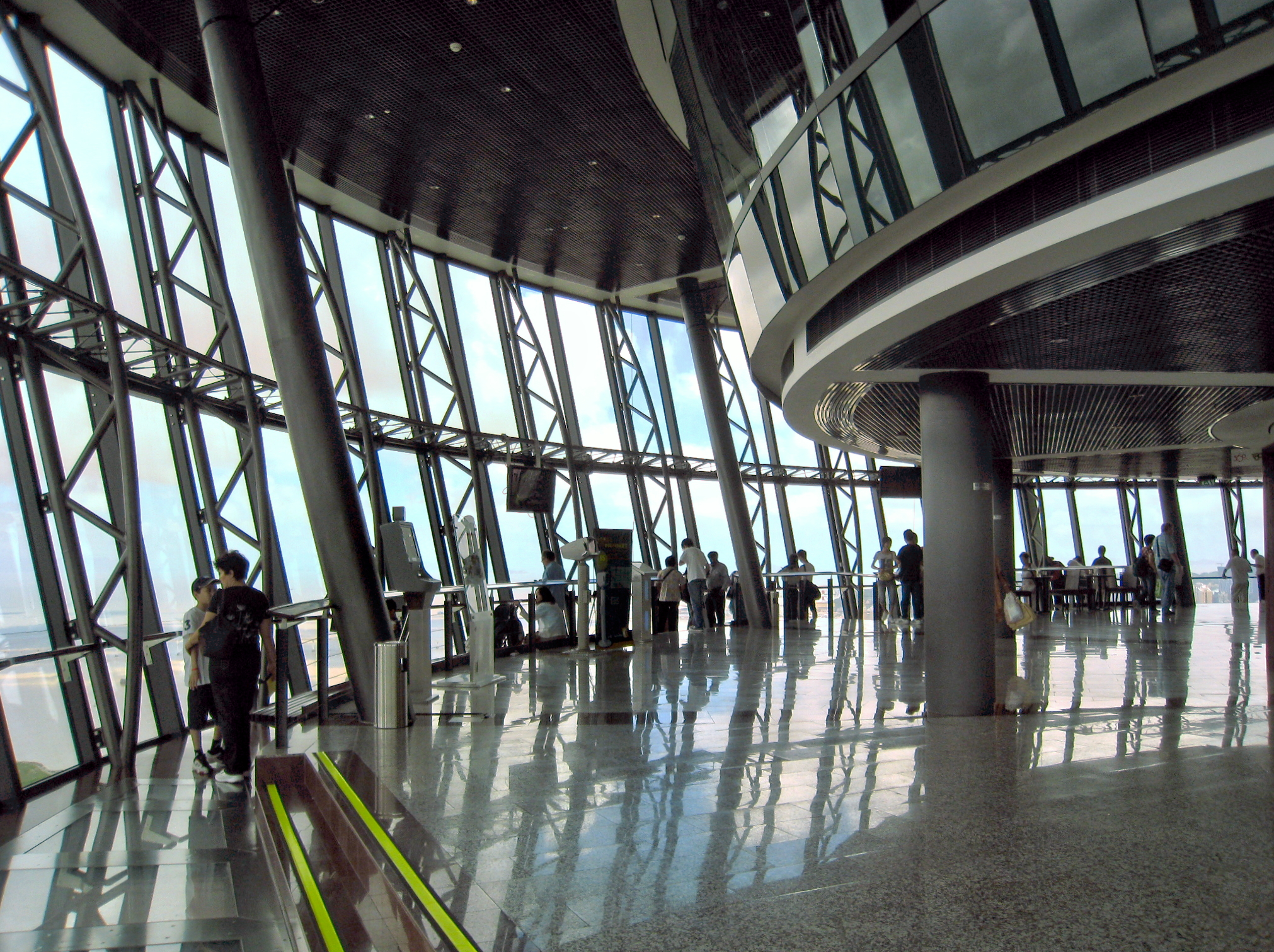
58樓的觀光主層
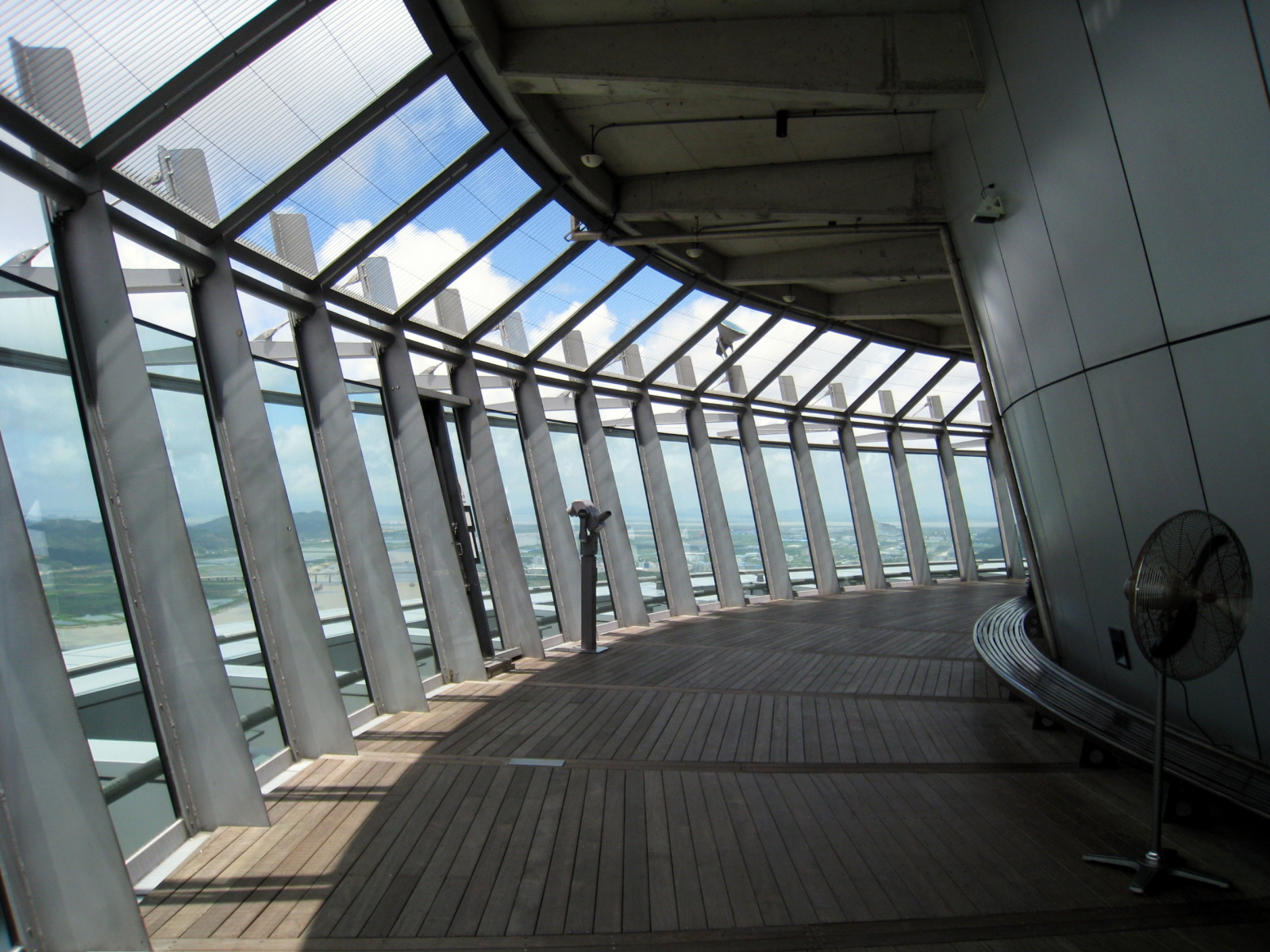
61樓的室外觀光層
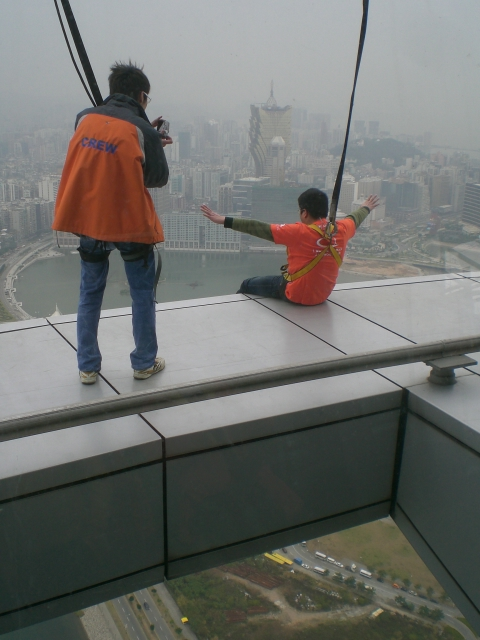
登塔活動

## 发射频道
| 发射频率   | 频道                                                        |
| ---------- | ----------------------------------------------------------- |
| 498.000MHz | 澳視澳門台 澳視葡文台 澳門資訊頻道 澳門-MACAU               |
| 650.000MHz | CCTV-1(港澳版) CCTV-13 CGTN CGTN纪录频道                    |
| 690.000MHz | 澳門體育頻道 澳門綜藝頻道 澳門電台中文頻道 澳門電台葡文頻道 |

## 獎項
澳門旅遊塔會展娛樂中心被旅遊雜誌TTG Asia譽為2005年及2006年年度「亞太區最佳特色景點」，2006年獲澳門特區政府頒授旅遊功績勳章；2007年獲香港生產力促進局頒發「最佳創建品牌企業獎（大中華區）」；2008年獲盛世澳門頒發「優質服務大獎」；2009年獲《文匯報》頒發「影響中國∙共和國六十周年的經典地標建築獎」外，也被香港飲食雜誌《U food》於「2009全城最熱自助餐選舉」選為「澳門冠軍得獎食肆」。

## 取景
- 日本東京電視網《乃木坂工事中》
- 韓國高人氣綜藝節目《Running Man》曾到此錄影及進行遊戲任務，後在節目第133集播出。
- 香港TVB處境劇《愛·回家 (第一輯)》曾取景拍攝，後在第37集播出。
- 中国湖南卫视女神生活体验秀《我们来了》第一季曾到此录影及进行游戏任务，后在节目第1集播出。
- 香港綜藝節目《Mirror Go》（第一季）曾取景拍攝並進行遊戲，後在第2集播出。

## 接駁交通

### 公共巴士
M177 澳門旅遊塔（Torre de Macau）
路線：9A、18、18B、23、26、32、60、65
M182 旅遊塔／行車隧道（Torre／Túnel Rodoviário）
路線：26、26S、60、65、N2

### 酒店及娛樂場穿梭巴士（發財車）
- 澳門美高梅 ↔ 澳門旅遊塔 ↔ 美獅美高梅
- 澳門旅遊塔 ↔ 上葡京
- 澳門旅遊塔 ↔ 新葡京 ↔ 葡京 ↔ 回力海立方